# Brixia decepta
Brixia decepta är en insektsart som beskrevs av Williams 1983. Brixia decepta ingår i släktet Brixia och familjen kilstritar. Inga underarter finns listade i Catalogue of Life.